# BA EuroFlyer
British Airways EuroFlyer, kortweg BA EuroFlyer, is een Britse luchtvaartmaatschappij en een dochteronderneming van British Airways. De maatschappij voert korteafstandsvluchten uit vanaf haar hub op London Gatwick Airport.

## Geschiedenis
Begin 2020 voerde British Airways vanaf London-Gatwick vluchten uit naar meer dan vijftig bestemmingen, door de coronapandemie werden al deze vluchten gestaakt. In 2021 werd geprobeerd om de kosten laag te houden en te kunnen concurreren met lagekostenluchtvaartmaatschappijen als easyJet. Daarom zou er vanaf 2022 een aparte onderneming komen voor korte afstanden op Gatwick, vergelijkbaar met BA CityFlyer op London City Airport.
Op 29 maart 2022 werd de eerste vlucht uitgevoerd door het moederbedrijf totdat de AOC in december van datzelfde jaar werd ontvangen. Sindsdien vliegt de maatschappij onder de eigen naam.

## Vloot

### Huidige vloot

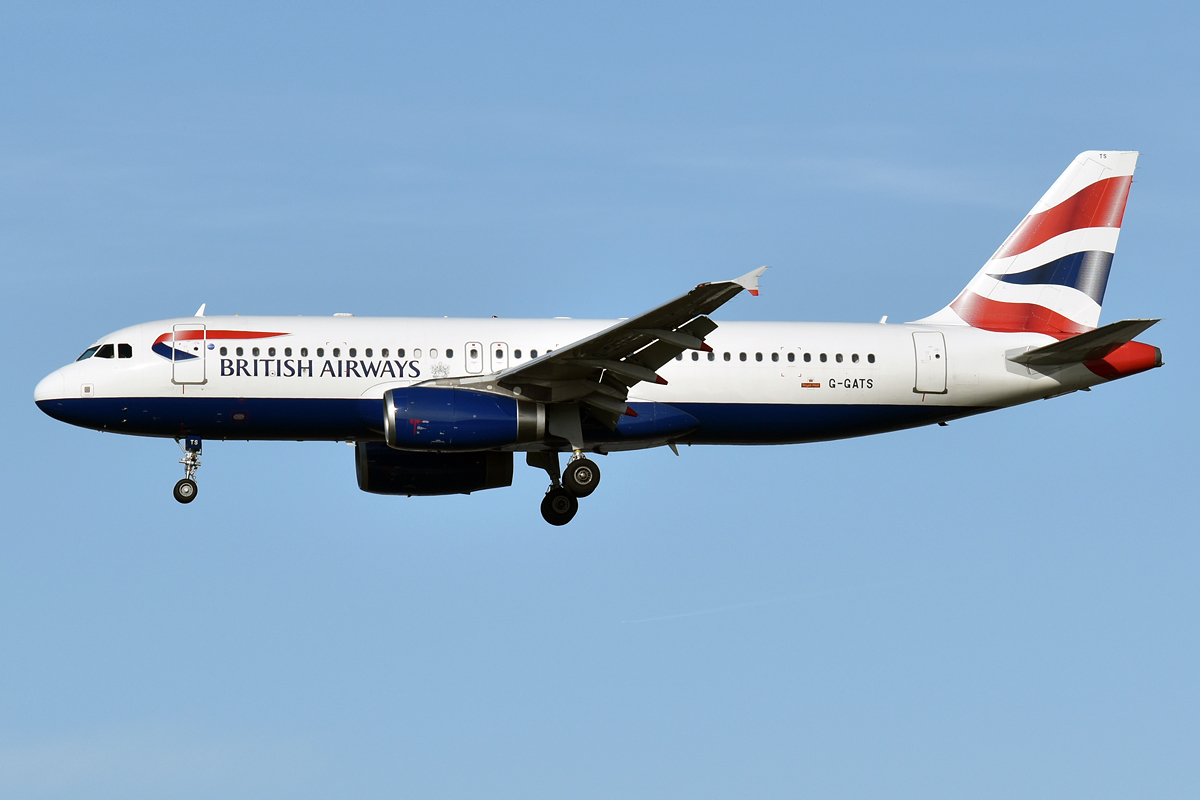
Een Airbus A320-200 van BA EuroFlyer

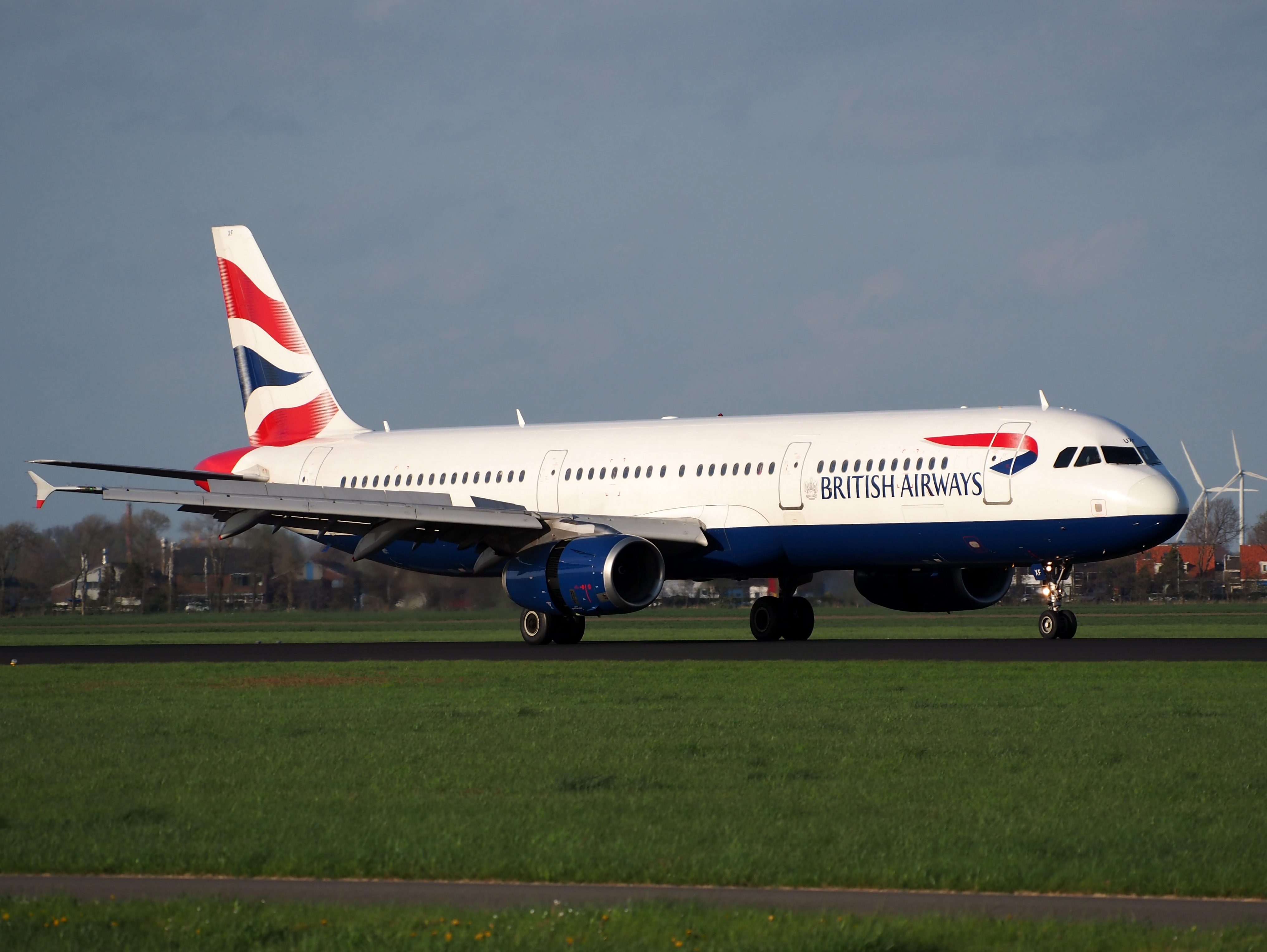
Een Airbus A321-200 van BA EuroFlyer

De vloot van BA EuroFlyer bestaat uit de volgende toestellen (juni 2024):
| Type            | In dienst | Orders | Opmerkingen                                        |
| --------------- | --------- | ------ | -------------------------------------------------- |
| Airbus A320-200 | 12        | —      |                                                    |
| Airbus A321-200 | 11        | —      | Was de hele Airbus A321-vloot van British Airways. |
| Totaal          | 23        | —      |                                                    |

### Voormalige vloot
De vloot van BA EuroFlyer bestond ook uit:
| Type            | Aantal | In dienst | Uitgefaseerd | Opmerkingen                      |
| --------------- | ------ | --------- | ------------ | -------------------------------- |
| Airbus A320-200 | 6      | 2023      | 2023         | Geleased van Avion Express Malta |

## Bestemmingen
BA EuroFlyer vliegt naar de volgende bestemmingen (juni 2024):
| Land                | Stad                       | Luchthaven                                      | Opmerkingen           |
| ------------------- | -------------------------- | ----------------------------------------------- | --------------------- |
| Cyprus              | Larnaca                    | Luchthaven Larnaca                              | Seizoensgebonden      |
| Cyprus              | Paphos                     | Luchthaven Paphos                               |                       |
| Egypte              | Sharm-el-Sheikh            | Luchthaven Sharm-el-Sheikh                      |                       |
| Frankrijk           | Bordeaux                   | Aéroport de Bordeaux-Mérignac                   |                       |
| Frankrijk           | Grenoble                   | Aéroport Grenoble-Isère                         | Seizoensgebonden      |
| Frankrijk           | Lyon                       | Aéroport de Lyon-Saint-Exupéry                  | Seizoensgebonden      |
| Frankrijk           | Montpellier                | Aéroport Montpellier Méditerranée               |                       |
| Frankrijk           | Nice                       | Aéroport Nice Côte d'Azur                       | Seizoensgebonden      |
| Griekenland         | Athene                     | Luchthaven Athene                               | Seizoensgebonden      |
| Griekenland         | Iraklion                   | Luchthaven Iraklion                             | Seizoensgebonden      |
| Griekenland         | Kamari                     | Luchthaven Santorini                            | Seizoensgebonden      |
| Griekenland         | Kos                        | Luchthaven Kos                                  | Seizoensgebonden      |
| Griekenland         | Rhodos                     | Internationale luchthaven van Rhodos            | Seizoensgebonden      |
| Griekenland         | Thessaloniki               | Luchthaven Thessaloniki                         | Seizoensgebonden      |
| Italië              | Bari                       | Aeroporto di Bari-Karol Wojtyła                 | Seizoensgebonden      |
| Italië              | Cagliari                   | Aeroporto di Cagliari                           | Seizoensgebonden      |
| Italië              | Catania                    | Aeroporto di Catania-Fontanarossa               | Seizoensgebonden      |
| Italië              | Milaan                     | Internationale luchthaven Milano-Malpensa       | Seizoensgebonden      |
| Italië              | Turijn                     | Aeroporto di Torino                             |                       |
| Italië              | Venetië                    | Aeroporto di Venezia Marco Polo                 | Seizoensgebonden      |
| Italië              | Verona                     | Aeroporto di Verona                             |                       |
| Jersey              | Saint Helier               | Jersey Airport                                  | Seizoensgebonden      |
| Kroatië             | Dubrovnik                  | Luchthaven Ruđer Bošković                       | Seizoensgebonden      |
| Malta               | Luqa                       | Malta International Airport                     |                       |
| Marokko             | Agadir                     | Al Massira Airport                              |                       |
| Marokko             | Marrakesh                  | Internationale luchthaven Menara                |                       |
| Nederland           | Amsterdam                  | Luchthaven Schiphol                             |                       |
| Oostenrijk          | Innsbruck                  | Flughafen Innsbruck                             | Seizoensgebonden      |
| Oostenrijk          | Salzburg                   | Flughafen Salzburg                              |                       |
| Portugal            | Faro                       | Aeroporto de Faro                               |                       |
| Portugal            | Funchal                    | Aeroporto da Madeira                            | Vanaf 27 oktober 2024 |
| Portugal            | Porto                      | Internationale luchthaven Francisco Sá Carneiro |                       |
| Spanje              | Alicante                   | Aeropuerto de Alicante-Elche Miguel Hernández   |                       |
| Spanje              | Granadilla de Abona        | Aeropuerto de Tenerife Sur                      |                       |
| Spanje              | Ibiza-Stad                 | Aeropuerto de Ibiza                             | Seizoensgebonden      |
| Spanje              | Las Palmas de Gran Canaria | Aeropuerto de Gran Canaria                      |                       |
| Spanje              | Madrid                     | Aeropuerto Adolfo Suárez Madrid-Barajas         | Seizoensgebonden      |
| Spanje              | Málaga                     | Aeropuerto de Málaga-Costa del Sol              |                       |
| Spanje              | Maó                        | Aeropuerto de Menorca                           | Seizoensgebonden      |
| Spanje              | Palma de Mallorca          | Aeropuerto de Palma de Mallorca                 |                       |
| Spanje              | San Bartolomé              | Aeropuerto de Lanzarote                         |                       |
| Spanje              | Sevilla                    | Aeropuerto San Pablo de Sevilla                 |                       |
| Turkije             | Antalya                    | Luchthaven Antalya                              | Seizoensgebonden      |
| Turkije             | Dalaman                    | Luchthaven Dalaman                              | Seizoensgebonden      |
| Verenigd Koninkrijk | Londen                     | London Gatwick Airport                          | hub                   |
| Zwitserland         | Genève                     | Luchthaven Genève                               | Seizoensgebonden      |